# Tiago Splitter
Tiago Splitter Beims (* 1. Januar 1985 in Blumenau) ist ein brasilianischer Basketballtrainer und ehemaliger -spieler. Der brasilianische Nationalspieler und Olympiateilnehmer ist Nachkomme von deutschen Einwanderern und besitzt neben der brasilianischen auch die spanische Staatsbürgerschaft. Er wurde zweimal Amerikameister. Zwischen 2010 und 2017 spielte er in der nordamerikanischen Liga NBA und gewann mit San Antonio 2014 den Meistertitel.

## Spieler
Tiago Splitter begann seine Karriere mit der Jugendmannschaft von Ipiranga-Badesc in Brasilien. 2000 zog er nach Spanien, wo er einen Vertrag bei Tau Cerámica erhielt. Allerdings verlieh der Verein aus Vitoria-Gasteiz den jungen Brasilianer für die Saison 2000/01 an den Viertligisten Araba Gorago Alava. Auch für die Saison 2001/02 wurde er verliehen; diesmal an CB Bilbao Berri in der LEB-2. Mit dieser Mannschaft spielte er 2002/03 in der LEB-1. 2003/04 bestritt Splitter seine erste Saison für Tau Cerámica in der Liga ACB.
In der NBA-Draft 2007 wurde Splitter von den San Antonio Spurs in der ersten Runde an 28. Stelle ausgewählt. Splitter blieb allerdings zunächst noch einige Jahre in Spanien, bevor er zur Saison 2010/11 in die NBA zu den Spurs wechselte. Zu Beginn der Saison 2011/12 war er während der Dauer des Lockouts für den spanischen Erstligisten Valencia Basket Club aktiv. Am 30. Juni 2015 wechselte er im Tausch mit Draftauswahlrechten zu den Atlanta Hawks. Dort spielte er aufgrund von Verletzungen nur wenig. Am 22. Februar 2017 wurde Splitter zu den Philadelphia 76ers transferiert. Er absolvierte nur acht Saisonspiele, danach gab er aufgrund von Hüfteprobleme sein Karriereende bekannt.

### Erfolge
- Tiago Splitter gewann mit der brasilianischen Nationalmannschaft die Goldmedaille bei den Panamerikanischen Spielen 2003. Zusätzlich gewann er mit Brasilien je zweimal die Amerikameisterschaft (2005 und 2009) und die Südamerikameisterschaft (2003 und 2005). Außerdem spielte er bei den Basketball-Weltmeisterschaften 2002, 2006, 2010 und letztmals 2014 sowie den Olympischen Spielen 2012 für sein Heimatland.
- Bei den Südamerikameisterschaften 2003 wurde Splitter in das All-Tournament First Team gewählt.
- Er gewann zweimal mit Tau Cerámica den spanischen Copa del Rey (2004 und 2006). Außerdem errang er mit der Mannschaft zweimal den spanischen SuperCup (2005 und 2006).
- Splitter wurde ins All-Tournament First Team der Euroleague-Saison 2007/08[3] sowie ins All-Tournament Second Team der Euroleague-Saisons 2008/09 und 2009/10 gewählt.
- Nach der Hauptrunde der Saison 2009/10 in der Liga ACB erhielt er die Auszeichnung als MVP der Liga.[4]
- Mit den San Antonio Spurs gewann Splitter 2014 die NBA-Meisterschaft, nachdem man im Jahr zuvor den Miami Heat noch knapp unterlegen gewesen war.

## Trainer
2018 und 2019 war Splitter bei den Brooklyn Nets als Spielersichter tätig, dann von 2019 bis 2023 bei derselben Mannschaft innerhalb des Trainerstabs mit der Aufgabe betraut, mit Spielern an deren Weiterentwicklung zu arbeiten.
2023 wechselte er innerhalb der NBA zu den Houston Rockets und wurde dort als Assistenztrainer tätig. Splitter trat anschließend im Sommer 2024 seine erste Cheftrainerstelle an, er übernahm das Amt beim französischen Verein Paris Basketball. Bei den Olympischen Sommerspielen 2024 gehörte er zum Trainerstab der brasilianischen Nationalmannschaft. Paris führte er im April 2025 zum Gewinn des französischen Pokalwettbewerbs. Im Juni 2025 wurde Splitters Rückkehr in die Vereinigten Staaten bekannt, um bei der NBA-Mannschaft Portland Trail Blazers ab der Saison 2025/26 als Assistenztrainer zu arbeiten. Vorher führte er die Pariser Ende Juni 2025 noch zum ersten französischen Meistertitel der Vereinsgeschichte.

### Erfolge
- Französischer Meister 2025
- Französischer Pokalsieger 2025